# ジョルジュ・サンド

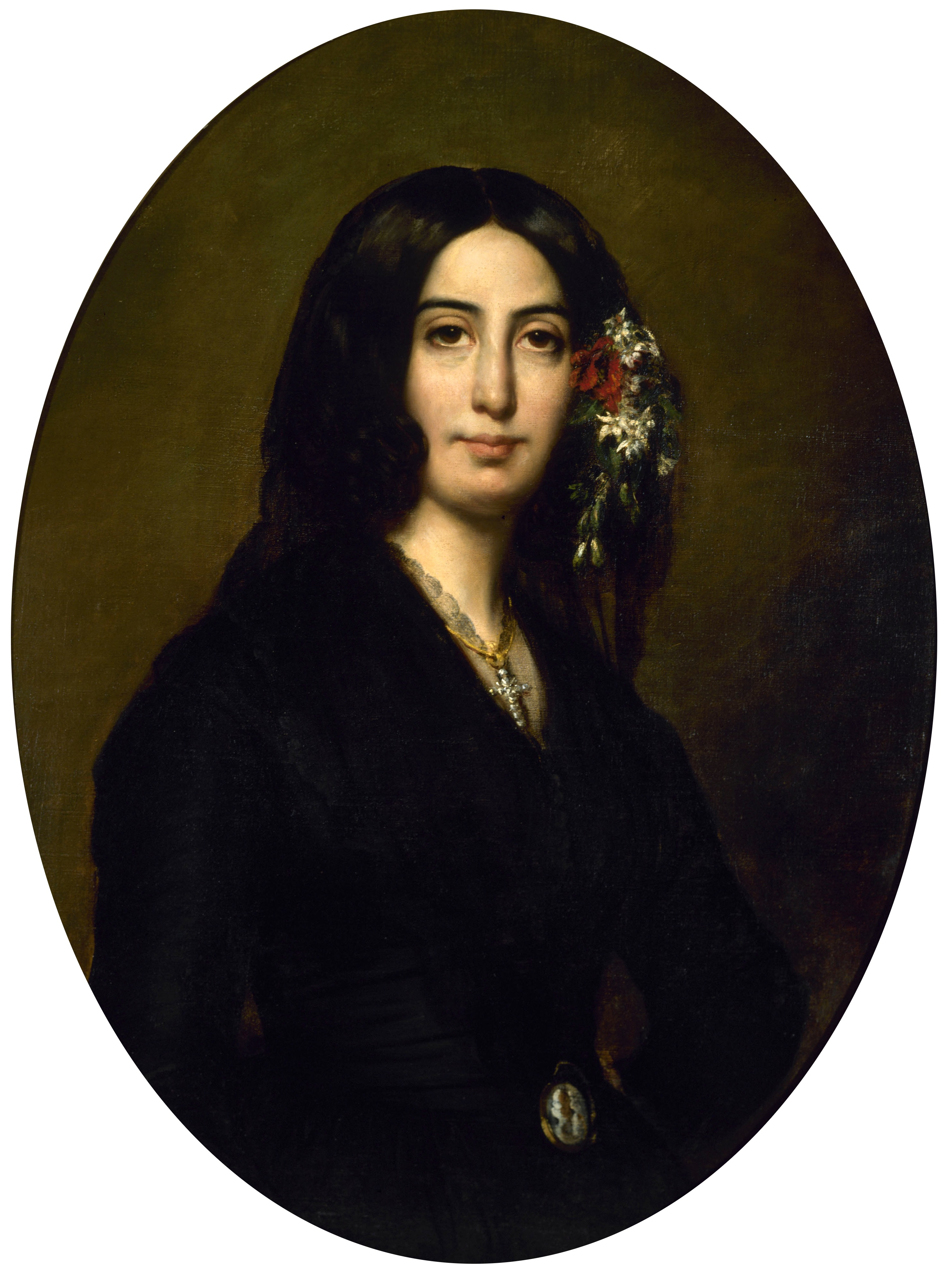
1838年に描かれた肖像画

ジョルジュ・サンド（George Sand、1804年7月1日 – 1876年6月8日）は、フランスの作家であり、初期のフェミニストとしても知られる。本名をアマンディーヌ＝オーロール＝リュシール・デュパン（Amandine-Aurore-Lucile Dupin）、デュドヴァン男爵夫人（Baronne Dudevant）という。

## 生涯
1804年にパリで軍人貴族の父と庶民の母との間のできちゃった結婚で生まれた。彼女の曽祖父には軍事思想家のモーリス・ド・サックスがいる軍事貴族の家系である。父が早く亡くなったため子供時代はアンドル県ノアンにある父方の祖母の館で過ごし、この田舎での生活はのちに 『魔の沼』 『愛の妖精』 などの田園小説のモチーフとなった。1822年にカジミール・デュドヴァン男爵（Baron Casimir Dudevant、1795〜1871）と結婚しモーリス・サンド（1823年 - 1889年）、ソランジュ（1828年 - 1899年）の1男1女を産んだが間もなく別居し、多くの男性と恋愛関係（肉体関係も）をもった。
1831年にジュール・サンドー（Jules Sandeau）との合作で処女作 『Rose et Blanche』 を書き、これ以後「サンド」のペンネームを使うようになった。その後 『アンディアナ』 で注目され、また男装して社交界に出入りして話題となった。1833年から1834年にかけて詩人のアルフレッド・ド・ミュッセと、またその後医師パジェロ、音楽家フランツ・リストとも関係があったとの説もある。
さらにフレデリック・ショパンとは、1838年のマジョルカ島への逃避行から始まり、アンドル県シャトールー近郊ノアンで、1839年からパリ9区ピガル通り 16番地のサンドの家で同棲した。1846年から翌年頃まで夏季のヴァカンスの時期はノアンで過ごした。1842年に9区テブー通り 80番地のスクワール・ドルレアンの隣同士の番地建物で暮らした。しかし、彼女の子供たちをめぐるトラブルなどから別れた。
1840年代には政治志向を強め、民主主義・社会主義の思想を懐いてアラゴ、カール・マルクス、ミハイル・バクーニンら政治思想家・活動家と交流した。1848年の2月革命に際しては政治活動に参加したが、その後ノアンに隠棲し執筆に専念した。
その後も女性権利拡張運動を主導するとともに文学作品を書き続け、ヴィクトル・ユーゴー、ギュスターヴ・フローベール、テオフィル・ゴーティエ、ゴンクール兄弟ら多くの文学者と友情を結んだ。
1876年6月8日、腸閉塞症のためにノアン城館で死去。

## 主要作品

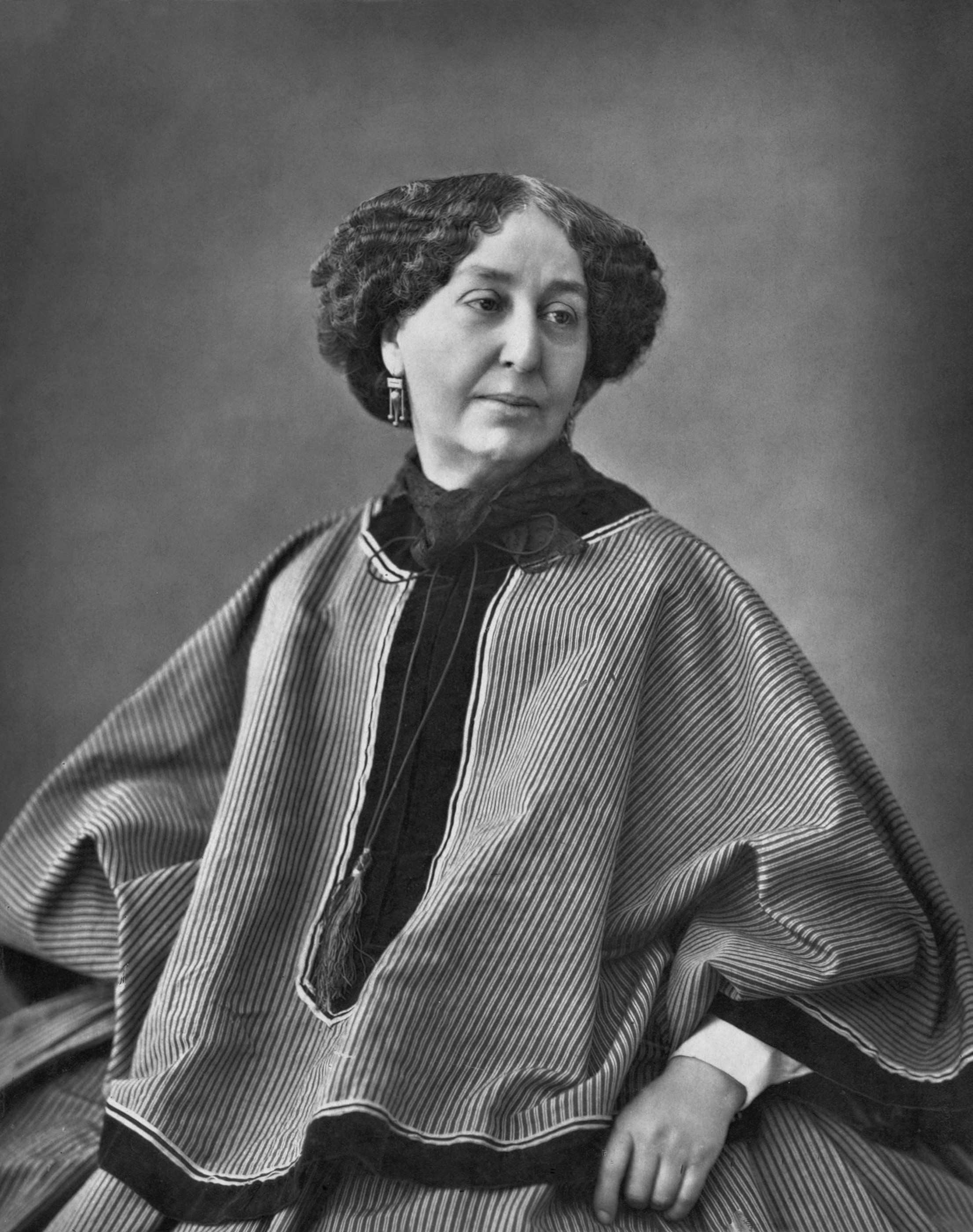
ジョルジュ・サンド（1864年、ナダールによる肖像写真）

- Rose et Blanche （1831）
  - 薔薇色の雲 杉捷夫訳 青磁社,1944／岩波少年文庫,1956 のち改版
- Indiana アンディアナ（1832）
  - アンヂアナ 杉捷夫訳 岩波文庫 上下,1937 のち改版
  - 松尾邦之助訳 コバルト社,1948
- Lélia レリア（1833）
- Mauprat モープラ（愛は道と共に）（1837）
  - 道は愛と共に 大村雄治訳 改造社,1950
  - モープラ 男を変えた至上の愛 小倉和子訳 藤原書店,2005.7. ※
- Le compagnon du tour de France フランス遍歴の職人（1840）
- Horace オラース（1841）
- Un hiver à Majorque マジョルカの冬（1842）
  - マヨルカの冬 小坂裕子訳 藤原書店,1997.2.
- Consuelo コンスエロ（1842-43）
  - 歌姫コンシュエロ 愛と冒険の旅 上・下 持田明子,大野一道,原好男,山辺雅彦訳 藤原書店,2008.6. ※
- La mare au diable 魔の沼（1846）
  - 杉捷夫訳 酣灯社,1948.
  - 浅見篤訳 晃文社,1948
  - 魔が沼 宇佐見英治訳 角川文庫,1955
  - 魔の沼 ほか 持田明子訳 藤原書店,2005.1. ※
- Lucrezia Floriani ルクレツィア・フロリアーニ（1847） - ショパンとの関係を暴露したともいわれる小説
- François le Champi 孤児フランソワ（1847）
  - 棄子のフランソワ 長塚隆二訳 角川文庫,1952.
- La petite Fadette 愛の妖精（1849）
- Les maîtres sonneurs 笛師の群れ（1853）
  - 宮崎嶺雄訳 岩波文庫 上下,1937-39
- Histoire de ma vie わが生涯の歴史（1855） - 自伝
  - 我が生涯の記  加藤節子訳 水声社,2005.8.
- Légendes rustiques フランス田園伝説集（1858） - フランス中部ベリー地方の農村の伝説集
  - 篠田知和基訳 岩波文庫,1988.7.
- Elle et Lui 彼女と彼（1859） - ミュッセとの関係を元にした自伝的小説
  - 宇佐見英治訳 河原書店,1948、角川文庫,1953　
  - 川崎竹一訳 岩波文庫,1950.
  - 吉野耕一郎訳 世紀書房,1951.
- Le marquis de Villemer ヴィルメール侯爵（秘められた情熱）（1861）
  - 秘められた情熱 井上勇,小松ふみ子共訳 北隆館,1950.
- Journal intime（1926）
- ジェルマンドル一家 水谷謙三訳 第三書房,1948.
- ジェルマンの恋  畠中敏郎訳 養徳社,1949.
- コアックス女王 平井知香子訳 青山社,1992.12.
- スピリディオン 物欲の世界から精神性の世界へ 大野一道訳 藤原書店,2004.10. ※
- 薔薇と嵐の王子 田中眞理子訳 柏艪舎 2004.7.
- ちいさな愛の物語 小椋順子訳 藤原書店 2005.4. ※
- 黒い町 石井啓子訳 藤原書店,2006.2. ※
- ジャンヌ 無垢の魂をもつ野の少女 持田明子訳 藤原書店 2006.6. ※
- 花たちのおしゃべり 『おばあさまの物語』より 樋口仁枝訳 悠書館 2008.2.

※は、ジョルジュ・サンド セレクション（全9巻・別巻1）

## 伝記研究
- マルティーヌ・リード「なぜ〈ジョルジュ・サンド〉と名乗ったのか？」持田明子訳、藤原書店 2014.6
- ジョルジュ・サンド―木靴をはいて月をとろうとした夢想者

ユゲット ブシャルドー、北代美和子訳、河出書房新社 1991.11
- 持田明子「ジョルジュ・サンド 1804-76 自由、愛、そして自然」藤原書店 2004
- 坂本千代「ジョルジュ・サンド」清水書院、1997
- サンドー政治と論争 ミシェル・ペロー編 持田明子訳、藤原書店,2000.9.
- 書簡集 セレクション9 藤原書店 2013.7 - ミシェル・ペロー、持田明子、大野一道責任編集
- サンド・ハンドブック セレクション別巻 藤原書店 2023.12 - 作家論集